# Фредериксен, Каролина
Кароли́на Фредери́ксен (чеш. Karolína Frederiksen, урожд. Кароли́на Пила́рова, чеш. Karolína Pilařová; род. 1 августа 1981, Хрудим, Восточночешский край) — чешская кёрлингистка и тренер по кёрлингу.
Играет в основном на позиции первого.
Начала заниматься кёрлингом в 1999 в возрасте 18 лет.

## Достижения
- Чемпионат Чехии по кёрлингу среди женщин: золото (2004, 2005, 2006, 2009), серебро (2003, 2008, 2017, 2020, 2022, 2023, 2024, 2025), бронза (2007, 2012, 2013, 2014, 2016, 2018, 2019).
- Чемпионат Европы по кёрлингу среди смешанных команд: серебро (2008).
- Чемпионат Чехии по кёрлингу среди смешанных команд: золото (2000, 2003, 2013), серебро (2006, 2008), бронза (2005, 2015, 2024).
- Чемпионат Чехии по кёрлингу среди смешанных пар: серебро (2013, 2020), бронза (2014, 2023).
- Чемпионат Чехии по кёрлингу среди юниоров: серебро (2001).

## Команды
| Сезон                                               | Четвёртый            | Третий               | Второй               | Первый               | Запасной                              | Тренер               | Турниры              |
| --------------------------------------------------- | -------------------- | -------------------- | -------------------- | -------------------- | ------------------------------------- | -------------------- | -------------------- |
| 1999—00                                             | Barbora Olžbutová    | Каролина Пиларова    | Iva Kocurová         | Zuzana Moučková      | Adéla Řezníčková                      |                      | ЧЧЮ 2000 (4 место)   |
| 2000—01                                             | Anna Cermanová       | Šárka Doudová        | Eva Štampachová      | Eva Seifertová       | Михала Соуградова, Каролина Пиларова  |                      | ЧЧЮ 2001             |
| 2001—02                                             | Ленка Даниелисова    | Каролина Пиларова    | Jana Bělohlávková    | Яна Шиммерова        | Ленка Кучерова                        |                      | ЧЧЮ 2002 (4 место)   |
| 2002—03                                             | Sárka Doudová        | Михала Соуградова    | Anna Cernanová       | Eva Seifertová       | Каролина Пиларова                     |                      | ЧМЮ-Б 2003 (4 место) |
| 2002—03                                             | Гана Синачкова       | Ленка Китцбергерова  | Каролина Пиларова    | Jana Jelínková       | Ленка Кучерова                        |                      | ЧЧЖ 2003             |
| 2003—04                                             | Гана Синачкова       | Ленка Китцбергерова  | Ленка Кучерова       | Jana Jelínková       | Каролина Пиларова                     |                      | ЧЧЖ 2004             |
| 2004—05                                             | Гана Синачкова       | Ленка Даниелисова    | Ленка Кучерова       | Jana Jelínková       | Каролина Пиларова                     | Vít Nekovařík        | ЧЕ 2004 (10 место)   |
| 2004—05                                             | Гана Синачкова       | Ivana Danielisová    | Ленка Кучерова       | Каролина Пиларова    |                                       |                      | ЧЧЖ 2005             |
| 2005—06                                             | Гана Синачкова       | Ленка Даниелисова    | Ленка Кучерова       | Каролина Пиларова    | Камила Мошова                         |                      | ЧЕ 2005 (12 место)   |
| 2005—06                                             | Гана Синачкова       | Ivana Danielisová    | Ленка Кучерова       | Каролина Пиларова    |                                       |                      | ЧЧЖ 2006             |
| 2006—07                                             | Гана Синачкова       | Ленка Даниелисова    | Ленка Кучерова       | Каролина Пиларова    | Михала Соуградова                     | Суне Фредериксен     | ЧЕ 2006 (8 место)    |
| 2006—07                                             | Гана Синачкова       | Ivana Danielisová    | Ленка Кучерова       | Каролина Пиларова    |                                       | Суне Фредериксен     | ЧЧЖ 2007             |
| 2006—07                                             | Гана Синачкова       | Ленка Даниелисова    | Ленка Кучерова       | Каролина Пиларова    | Михала Соуградова                     | Суне Фредериксен     | ЧМ 2007 (11 место)   |
| 2007—08                                             | Гана Синачкова       | Ivana Danielisová    | Pavla Rubášová       | Каролина Пиларова    | Ленка Кучерова                        | Суне Фредериксен     | ЧЧЖ 2008             |
| 2008—09                                             | Гана Синачкова       | Ленка Китцбергерова  | Pavla Rubášová       | Ленка Кучерова       | Каролина Пиларова                     |                      | ЧЧЖ 2009             |
| 2009—10                                             | Гана Синачкова       | Ленка Китцбергерова  | Pavla Rubášová       | Каролина Пиларова    | Ленка Кучерова                        | Ben Wiegers          | ЧЕ 2009 (14 место)   |
| 2009—10                                             | Гана Синачкова       | Ленка Китцбергерова  | Pavla Rubášová       | Ленка Кучерова       | Каролина Пиларова                     |                      | ЧЧЖ 2010 (4 место)   |
| 2010—11                                             | Гана Синачкова       | Каролина Фредериксен | Pavla Rubášová       | Ленка Кучерова       |                                       |                      | [ 16 ]               |
| 2011—12                                             | Гана Синачкова       | Ленка Китцбергерова  | Каролина Фредериксен | Michaela Nádherová   |                                       |                      | ЧЧЖ 2012             |
| 2012—13                                             | Гана Синачкова       | Ленка Китцбергерова  | Michaela Nádherová   | Каролина Фредериксен | Eliška Srnská                         | Суне Фредериксен     | ЧЧЖ 2013             |
| 2013—14                                             | Гана Синачкова       | Ленка Китцбергерова  | Michaela Nádherová   | Каролина Фредериксен | Eliška Srnská                         | Суне Фредериксен     | ЧЧЖ 2014             |
| 2015—16                                             | Мартина Стрнадова    | Ленка Китцбергерова  | Michaela Nádherová   | Каролина Фредериксен | Гана Синачкова, Eliška Srnská         | Якуб Бареш           | ЧЧЖ 2016             |
| 2016—17                                             | Michaela Nádherová   | Мартина Стрнадова    | Eliška Srnská        | Каролина Фредериксен | Ленка Китцбергерова                   | Якуб Бареш           | ЧЧЖ 2017             |
| 2017—18                                             | Michaela Nádherová   | Ленка Китцбергерова  | Гана Синачкова       | Мартина Стрнадова    | Eliška Srnská                         | Каролина Фредериксен | ЧЧЖ 2018             |
| 2018—19                                             | Линда Климова        | Гана Синачкова       | Luisa Klímová        | Каролина Фредериксен | Мартина Стрнадова                     | Radek Klíma          | ЧЧЖ 2019             |
| 2019—20                                             | Гана Синачкова       | Каролина Фредериксен | Eliška Srnská        |                      |                                       |                      | ЧЧЖ 2020             |
| 2021—22                                             | Гана Синачкова       | Мартина Стрнадова    | Eliška Srnská        | Каролина Фредериксен | Линда Климова                         |                      | ЧЧЖ 2022             |
| 2022—23                                             | Гана Синачкова       | Мартина Стрнадова    | Eliška Srnská        | Каролина Фредериксен | Линда Климова, Lenka Vokounová        |                      | ЧЧЖ 2023             |
| 2023—24                                             | Каролина Фредериксен | Линда Немчокова      | Zuzana Pražáková     | Eliška Srnská        | Мартина Стрнадова, Lenka Vokounová    | Radek Klíma          | ЧЧЖ 2024             |
| 2024—25                                             | Каролина Фредериксен | Zuzana Pražáková     | Линда Немчокова      | Гана Синачкова       | Eliška Navrátilová                    | Radek Klíma          | ЧЧЖ 2025             |
| Кёрлинг среди смешанных команд (mixed curling)      |                      |                      |                      |                      |                                       |                      |                      |
| 1999—00                                             | Давид Шик            | David Havlena        | Каролина Пиларова    | Vendula Blažková     |                                       |                      | ЧЧСК 2000            |
| 2002—03                                             | Michaela Souhradová  | Marek David          | Каролина Пиларова    | Давид Шик            |                                       |                      | ЧЧСК 2003            |
| 2004—05                                             | Vít Nekovařík        | Гана Синачкова       | Vlastimil Vojtuš     | Каролина Пиларова    |                                       |                      | ЧЧСК 2005            |
| 2005—06                                             | Vít Nekovařík        | Гана Синачкова       | Vlastimil Vojtuš     | Каролина Пиларова    |                                       |                      | ЧЧСК 2006            |
| 2008—09                                             | Иржи Снитил          | Гана Синачкова       | Мартин Снитил        | Каролина Пиларова    | Katerina Kobosilova, Суне Фредериксен |                      | ЧЕСК 2008            |
| 2008—09                                             | Гана Синачкова       | Иржи Снитил          | Каролина Пиларова    | Суне Фредериксен     |                                       |                      | ЧЧСК 2009 (15 место) |
| 2009—10                                             | Гана Синачкова       | Суне Фредериксен     | Каролина Пиларова    | Марек Выдра          | Мартин Снитил                         |                      | ЧЧСК 2010 (7 место)  |
| 2010—11                                             | Якуб Бареш           | Каролина Пиларова    | Индржих Китцбергер   | Michaela Nádherová   | Суне Фредериксен                      | Суне Фредериксен     | ЧЧСК 2011 (5 место)  |
| 2011—12                                             | Гана Синачкова       | Суне Фредериксен     | Каролина Фредериксен | Martin Štěpánek      | Vít Nekovařík                         |                      | ЧЧСК 2012 (9 место)  |
| 2012—13                                             | Якуб Бареш           | Ленка Китцбергерова  | Martin Štěpánek      | Michaela Nádherová   | Каролина Фредериксен                  |                      | ЧЧСК 2013            |
| 2013—14                                             | Michal Zdenka        | Гана Синачкова       | Суне Фредериксен     | Каролина Фредериксен |                                       |                      | ЧЧСК 2014 (7 место)  |
| 2014—15                                             | Michal Zdenka        | Мартина Стрнадова    | Суне Фредериксен     | Каролина Фредериксен |                                       |                      | ЧЧСК 2015            |
| 2015—16                                             | Michal Zdenka        | Мартина Стрнадова    | Vít Nekovařík        | Каролина Фредериксен | Eva Málková                           |                      | ЧЧСК 2016 (6 место)  |
| 2016—17                                             | Йиржи Цандра         | Мартина Стрнадова    | Суне Фредериксен     | Каролина Фредериксен | Michal Zdenka                         |                      | ЧЧСК 2017 (5 место)  |
| 2018—19                                             | Martin Bukovský      | Мартина Стрнадова    | Jan Ťuík             | Каролина Фредериксен |                                       |                      | ЧЧСК 2019 (5 место)  |
| 2022—23                                             | Karel Hradec         | Каролина Фредериксен | Michal Zdenka        | Eliska Srnska        |                                       | Marek Brozek         | ЧМСК 2022 (15 место) |
| 2023—24                                             | Kryštof Tabery       | Каролина Фредериксен | Jakub Skála          | Гана Синачкова       | Iveta Janatová                        |                      | ЧЧСК 2024            |
| 2024—25                                             | Kryštof Tabery       | Каролина Фредериксен | Jakub Skála          | Valentýna Dušková    |                                       |                      | ЧМСК 2024 (9 место)  |
| Кёрлинг среди смешанных пар (mixed doubles curling) |                      |                      |                      |                      |                                       |                      |                      |
| 2008—09                                             | Каролина Фредериксен | Радек Богач          |                      |                      |                                       |                      | ЧЧСП 2008 (10 место) |
| 2012—13                                             | Каролина Фредериксен | Michal Zdenka        |                      |                      |                                       |                      | ЧЧСП 2013            |
| 2013—14                                             | Каролина Фредериксен | Michal Zdenka        |                      |                      |                                       |                      | ЧЧСП 2014            |
| 2015—16                                             | Каролина Фредериксен | Michal Zdenka        |                      |                      |                                       |                      | ЧЧСП 2015 (4 место)  |
| 2016—17                                             | Каролина Фредериксен | Michal Zdenka        |                      |                      |                                       |                      | ЧЧСП 2016 (13 место) |
| 2019—20                                             | Каролина Фредериксен | Радек Богач          |                      |                      |                                       |                      | ЧЧСП 2020            |
| 2022—23                                             | Каролина Фредериксен | Tomáš Válek          |                      |                      |                                       |                      | ЧЧСП 2023            |
| 2023—24                                             | Каролина Фредериксен | Tomáš Válek          |                      |                      |                                       | Danila Liamaev       | ЧЧСП 2024 (7 место)  |

(скипы выделены полужирным шрифтом)

## Результаты как тренера национальных сборных
| Год  | Турнир                                                   | Сборная                   | Место |
| ---- | -------------------------------------------------------- | ------------------------- | ----- |
| 2013 | Чемпионат Европы по кёрлингу среди смешанных команд 2013 | Чехия (смешанная команда) | 11    |

## Частная жизнь
Замужем за датским, а затем чешским кёрлингистом и тренером Суне Фредериксеном (поженились в 2012).